# Biotherm (IMOCA)
Pour la marque de cosmétiques, voir Biotherm.
Biotherm est un voilier monocoque français de 60 pieds conçu pour la course au large. Imoca destiné au Vendée Globe 2024, il est le dernier bateau de cette classe mis à l'eau en 2022 (le 31 août). Il a pour skipper Paul Meilhat.

## Construction
Après sa victoire en Imoca lors de la Route du Rhum 2018, Paul Meilhat veut un bateau solide, simple et polyvalent. En juin 2021, il est choisi par le laboratoire de cosmétiques Biotherm pour courir le Vendée Globe 2024, avec un contrat jusqu'à la fin 2025. Meilhat aimerait racheter le bateau d'Alex Thomson, mais Hugo Boss est finalement vendu à Alan Roura. Meilhat et Biotherm envisagent alors l'option bateau neuf. En octobre, Biotherm donne son accord pour la construction d'un Imoca.
Pour économiser du temps et de l'argent sur les études et sur la construction, Biotherm sera un quasi-sister-ship d’Apivia et de Linked Out, bateaux solides, « plutôt polyvalents, qui vont vite tout le temps », et qui remportent presque toutes les courses depuis la Transat Jacques-Vabre 2019 : on va réutiliser les moules de Linked Out, lui-même « très très proche d'Apivia, ».

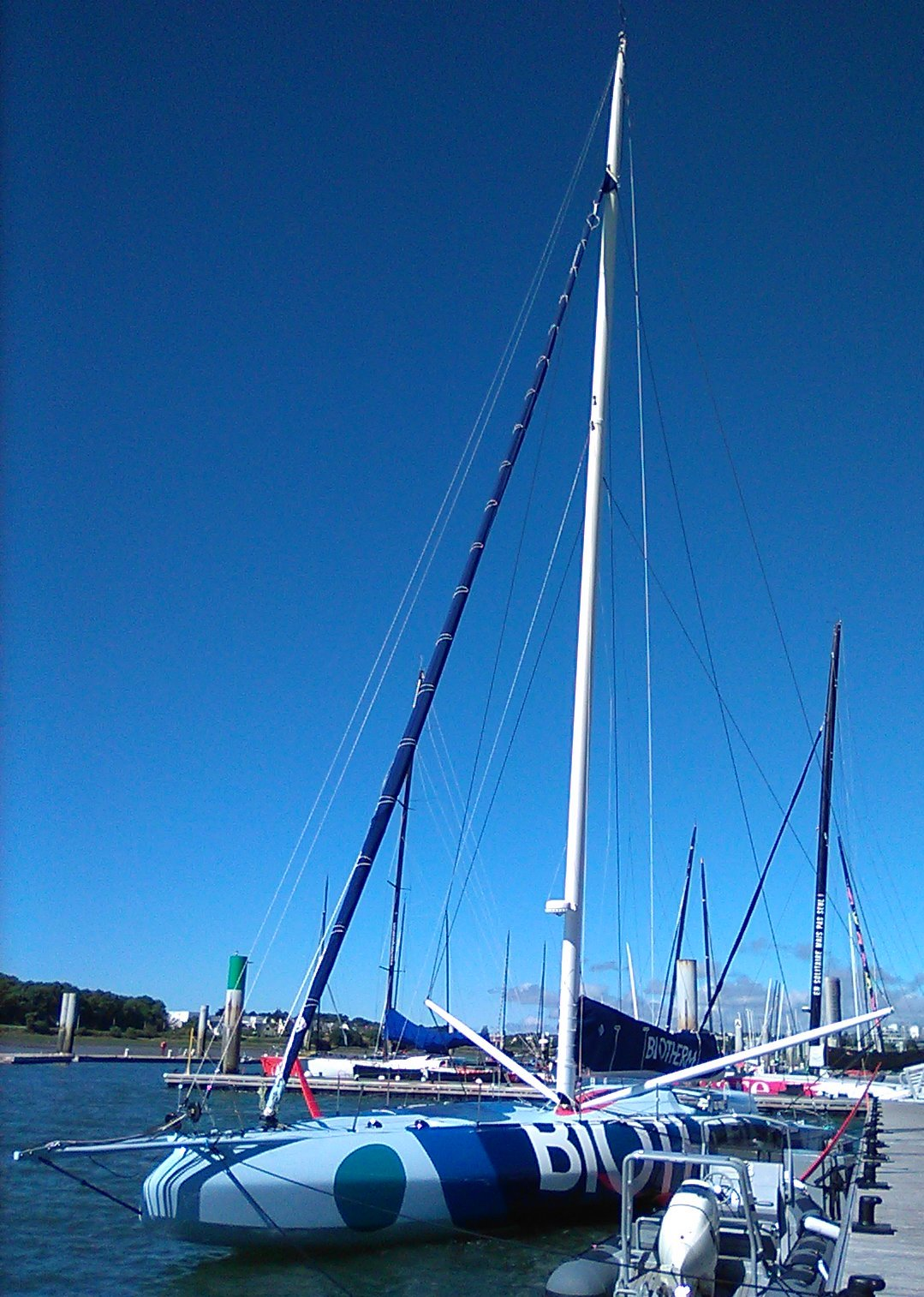
Une étrave spatulée, pour moins « enfourner ».

Cependant, par rapport à ces deux Imoca de la génération 2018-2020, des modifications vont être apportées. L'architecte d'Apivia et de Linked Out, Guillaume Verdier, est sollicité pour « quelques mises à jour ». Comme sur les autres Imoca de 2022 — sur Holcim-PRB notamment —, l'étrave va être spatulée, afin de « sortir un peu mieux des vagues au portant, de moins enfourner ». Les foils seront également redessinés, les nouveaux Imoca ayant maintenant des foils assez proches les uns des autres. Une nouvelle casquette va offrir une meilleure protection du cockpit. Enfin, le système de montée et de descente des safrans sera plus classique que celui de Linked Out. En règle générale, Meilhat veut un bateau « simplifié au maximum, ».
Entre-temps, il s'est familiarisé avec la navigation sur plan Verdier grâce à une saison 2021 à bord d'Apivia, avec Charlie Dalin (victoire dans la Fastnet Race, et deuxième place dans la Transat Jacques-Vabre derrière Thomas Ruyant et Morgan Lagravière à bord de Linked Out ).
La construction de Biotherm débute à la mi-décembre 2021 chez Persico Marine, en Italie. Linked Out y a été construit, les moules s'y trouvent toujours, l'offre y est « clés en mains », c'est-à-dire bateau prêt à naviguer. Tout ceci permet non seulement de gagner du temps tout en limitant le budget, mais aussi d’être « économe » sur le bilan carbone et l’ACV (l’analyse du cycle de vie), désormais obligatoire dans la classe Imoca lors de la construction d’un bateau. À la mi-juin 2022, Meilhat et sa petite équipe (le boat captain Marc Liardet et l'ingénieur Baptiste Chardon) se rendent en Italie pour participer aux deux derniers mois du chantier. Le bateau est transporté par la route jusqu'à Lorient, où il arrive le 24 août.
Biotherm est mis à l'eau à Lorient le 31 août 2022. À la mi-septembre, il gagne Port-la-Forêt pour un programme de navigations techniques avec une partie de l’équipage prévu pour The Ocean Race 2022-2023. Meilhat va devoir en outre se qualifier pour la Route du Rhum 2022.

## Courses

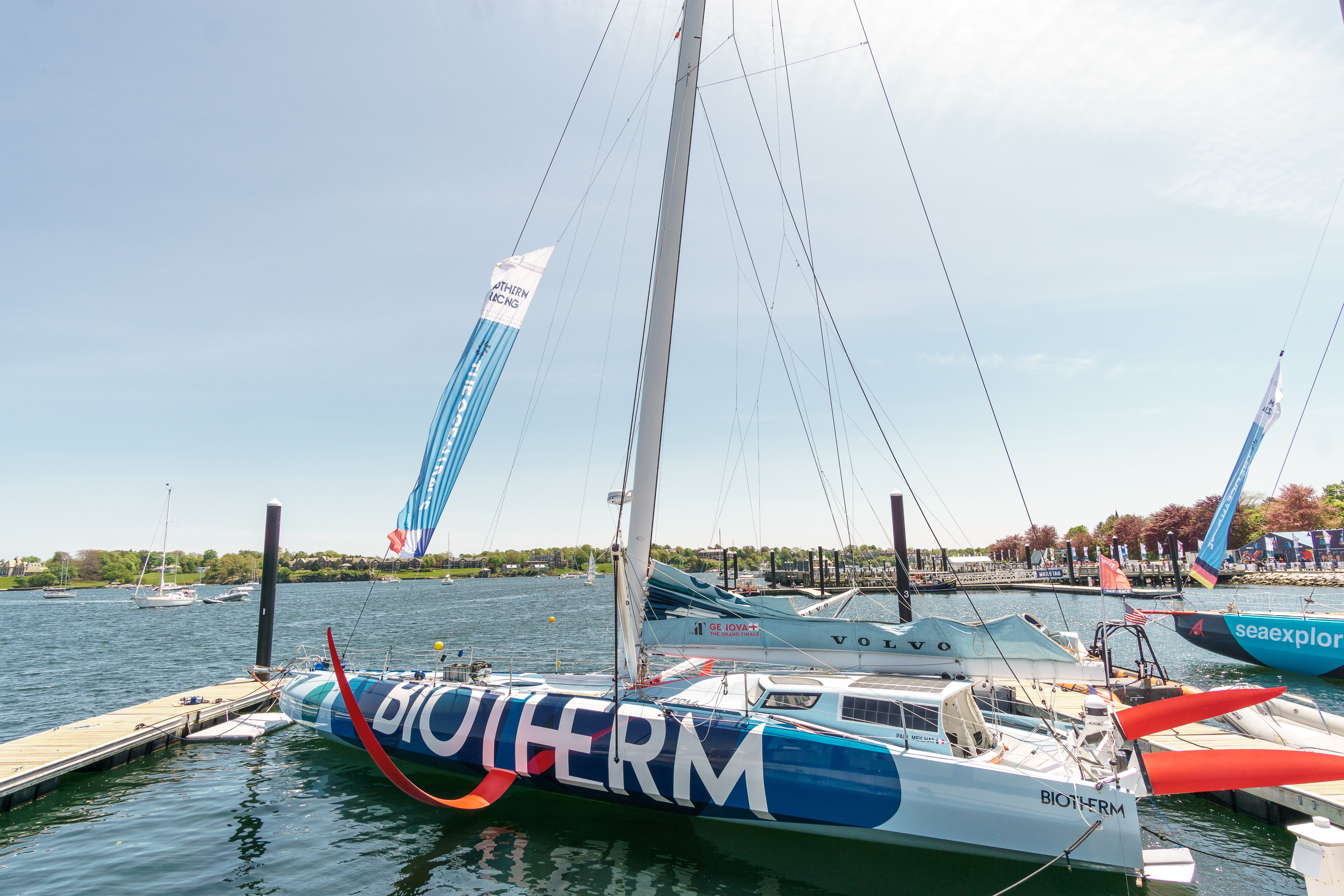
À Newport, lors de The Ocean Race 2022-2023.

En novembre 2022, Biotherm termine 6e sur 38 Imoca dans la Route du Rhum. Pour ce qui concerne une participation au Vendée Globe 2024, il manque encore en décembre 25 à 30 % du budget total. Il faut donc trouver des partenaires complémentaires.
Le 15 janvier 2023, Biotherm prend le départ de The Ocean Race 2022-2023, course autour du monde par étapes, en équipage, qui se dispute pour la première fois à bord d'Imoca. Il termine 4e sur 5 au classement général.

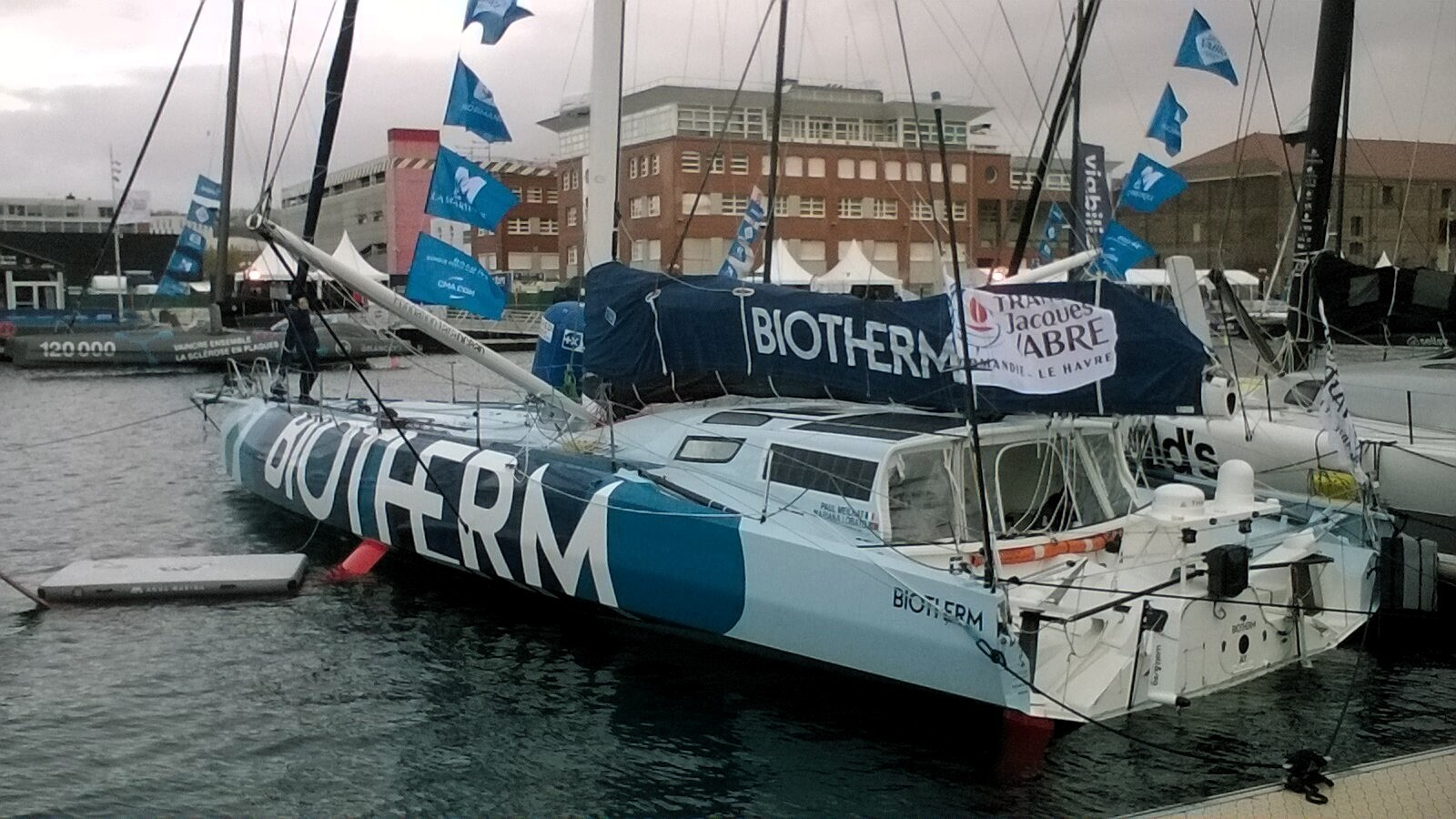
Au Havre, avant le départ de la Transat Jacques-Vabre 2023.

En novembre, dans la Transat Jacques-Vabre, Biotherm est mené par Meilhat et Mariana Lobato (pt). Après 30 heures de course, la grand-voile se déchire. Par 40 nœuds de vent, il n'est pas possible de monter au mât pour réparer. Les deux navigateurs font une escale technique à Brest. Mais, au vu des mauvaises prévisions météo, ils choisissent d'abandonner.

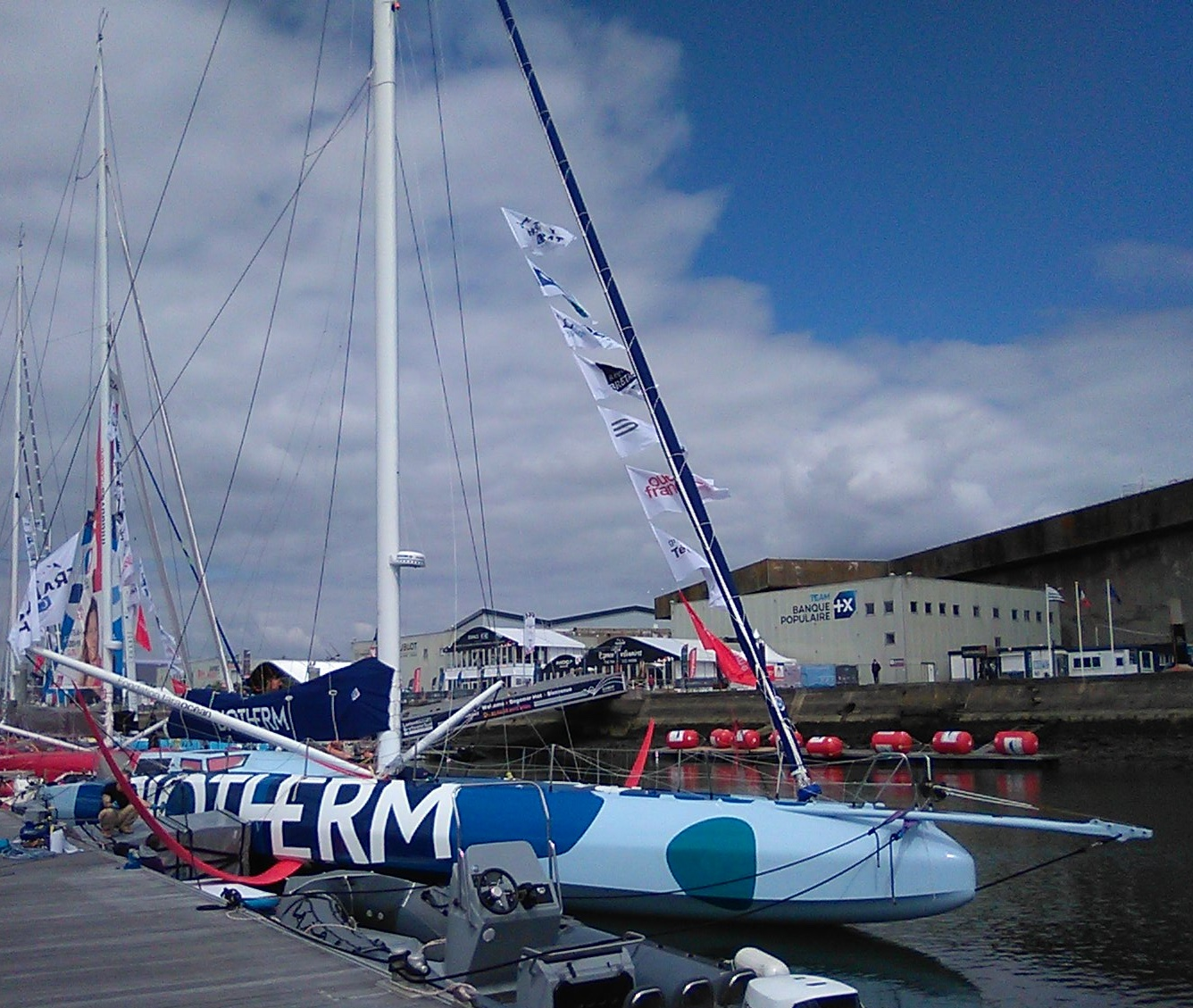
À Lorient, trois jours avant le départ de The Transat 2024.

En mai 2024, dans The Transat, Biotherm est en 3e position, lorsqu'il heurte un ofni. Le foil bâbord et son puits sont endommagés. Une voie d'eau s'est déclarée. Meilhat est contraint de ralentir. Il termine 15e sur 33.

### Changement de foils

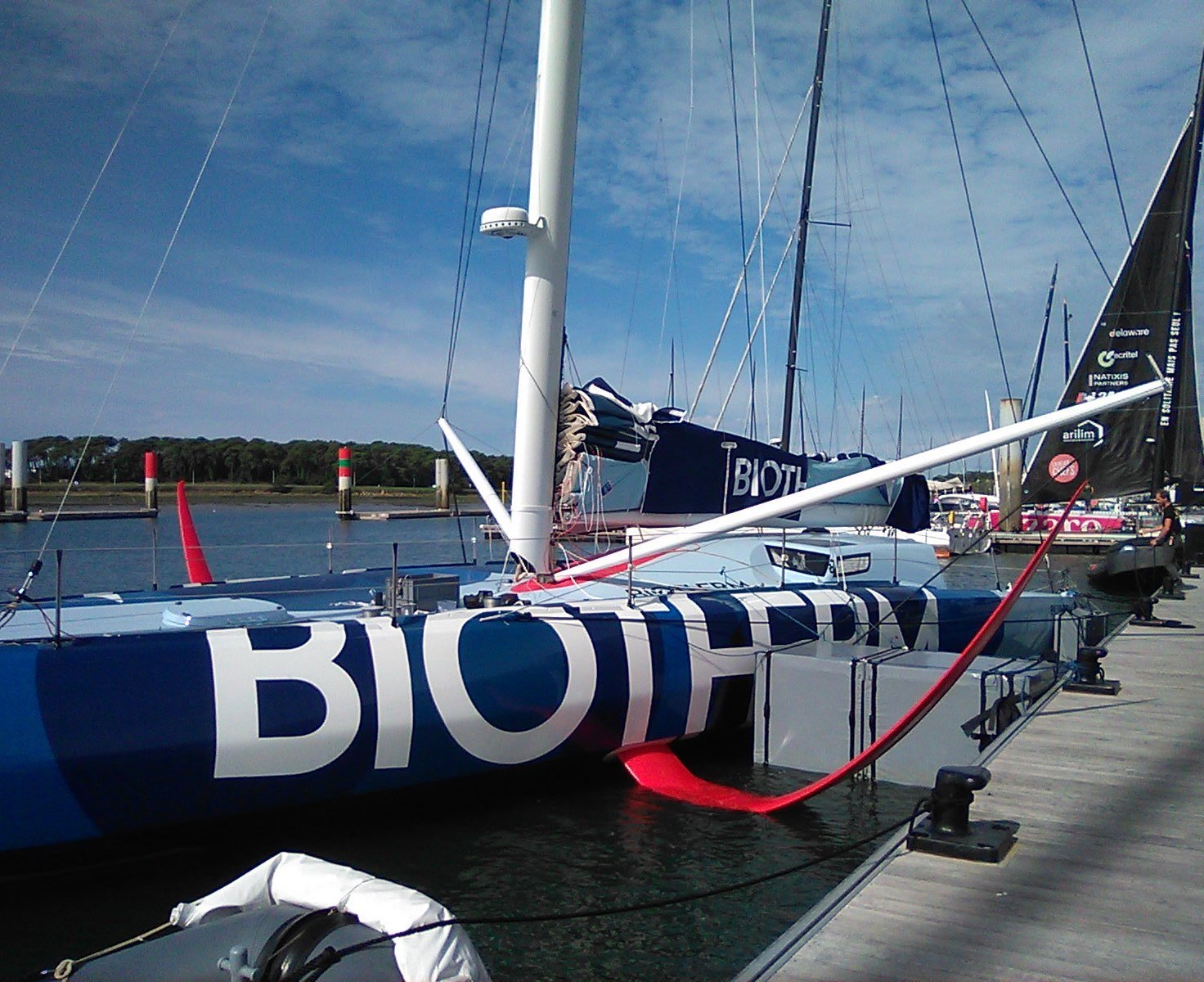
Les foils d'origine, en septembre 2022.

Réparer serait très cher, sans être sûr du résultat sur un foil déjà impacté lors de The Ocean Race. Le remplacement pose problème. À six mois du Vendée Globe, aucune équipe n'est disposée à se dessaisir de ses foils de rechange. Le modèle implanté sur Biotherm est d'un design très ancien, assez long à produire (six mois) et le délai est court (les bateaux doivent être aux Sables-d'Olonne dans un peu plus de cinq mois). Il faudrait des foils d'un nouveau type, mais le temps manque pour lancer des études.

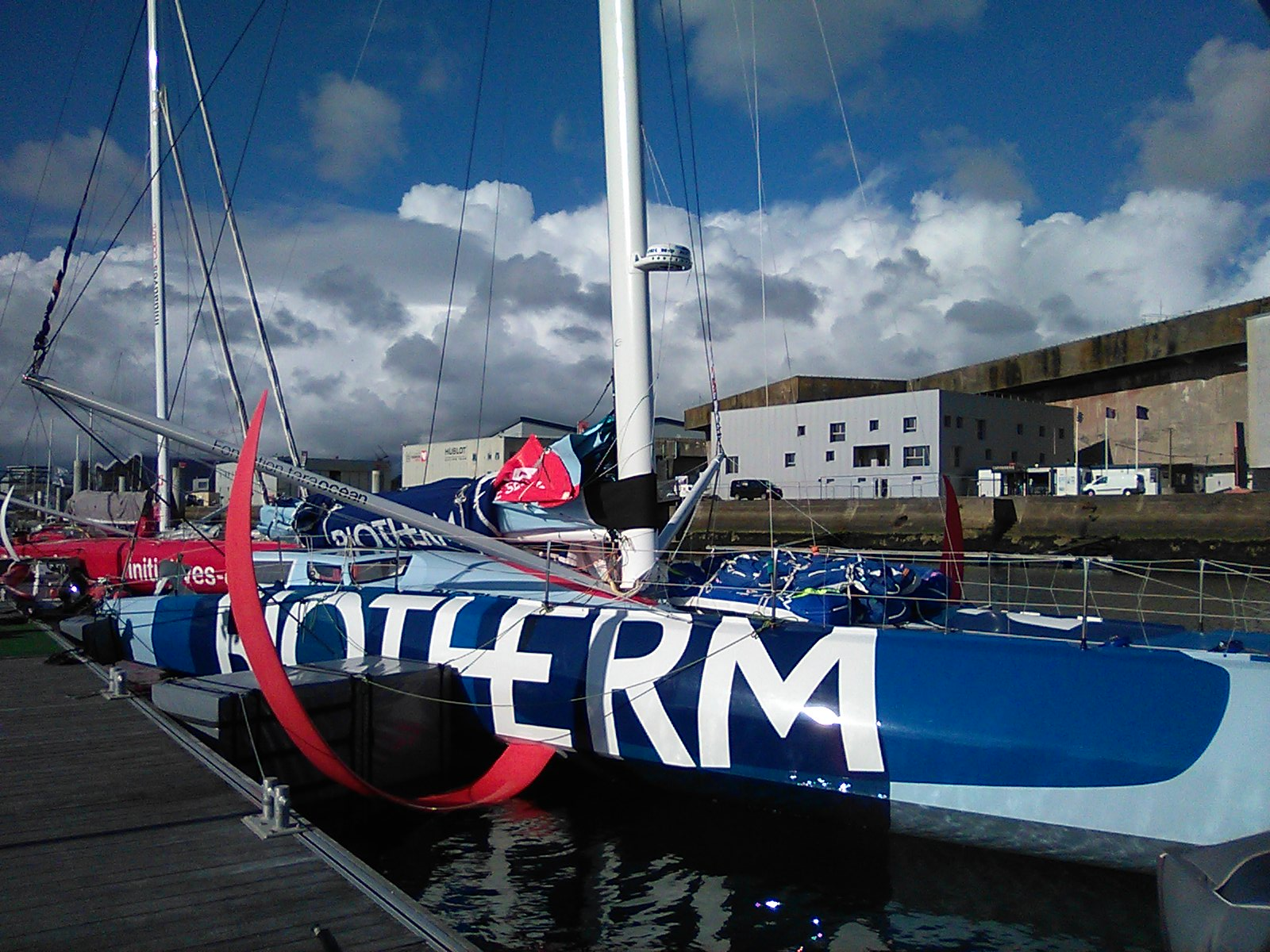
Les nouveaux foils, un mois avant le départ du Vendée Globe 2024-2025.

L'équipe choisit donc un modèle existant, dessiné par l'architecte Samuel Manuard. Il est récent, rapide à produire, pouvant entrer dans les puits de Biotherm, et déjà testé sur trois bateaux : sur Initiatives-Cœur 4, sur Malizia III-Seaexplorer et sur Oceanslab Innovations. Ces foils, dit Meilhat, « sont un peu plus « tout terrain » comparés à nos précédents, et devraient améliorer le comportement du bateau au portant : plus de hauteur de vol, moins d’enfournement et une meilleure tolérance à la gîte ».
Meilhat renonce à disputer la New York-Vendée-Les Sables-d'Olonne. Il convoie Biotherm en solo de New York à Lorient. Reste à trouver le financement. Une paire de foils coûte environ 500 000 euros, et leur adaptation au bateau (adapter la forme des cales, adapter le système de montée et de descente) quelque 150 000 euros. Et Meilhat est toujours en quête de partenaires qui lui apporteraient un complément de budget. Il n'en veut nullement à son sponsor Biotherm de ne pas débourser ce complément :

« Déjà, je trouve super que Biotherm ait décidé de revenir dans la voile. Ensuite, quand ils ont décidé de nous accompagner il y a trois ans, l’enveloppe était connue […] on ne peut absolument pas leur reprocher quoi que ce soit et ils respectent le contrat. Et Biotherm, ça fait certes partie du groupe L’Oréal, mais ce n’est pas une énorme boîte. »

Le navigateur a recours à un emprunt bancaire. Tandis que les foils sont en construction chez Avel Robotics à Lorient, le bateau est, cent mètres plus loin, dans son dernier grand chantier de maintenance, vérification et optimisation avant le Vendée Globe. Il est remis à l'eau le 13 septembre. Il reçoit son nouveau foil bâbord le 16 et son nouveau foil tribord quelques jours plus tard.

## Palmarès

### Biotherm– Paul Meilhat
- 2022 :
  - Abandon dans les 48 Heures du Défi Azimut[23]
  - 6e sur 38 Imoca dans la Route du Rhum[11]

- 2023 :
  - 4e sur 5 au classement général de The Ocean Race 2022-2023[14] : 
    - 4e de la 1re étape
    - 2e de la 2e étape
    - 4e de la 3e étape
    - 3e de la 4e étape
    - 4e de la 5e étape
    - 4e de la 6e étape
    - 2e de la 7e étape[5]

  - 20e sur 33 dans les 48 Heures du Défi Azimut, en double avec Mariana Lobato (pt)[5]

- 2024. 15e sur 33 dans The Transat[17]